# Stuart Little
Stuart Little és una pel·lícula estatunidenca de comèdia familiar del 1999, dirigida per Rob Minkoff i basada en el llibre homònim d'E.B. White. La pel·lícula combina imatge real i l'animació per ordinador. És protagonitzada per Geena Davis, Hugh Laurie, Jonathan Lipnicki, Michael J. Fox en la veu de Stuart, i Nathan Lane en la veu del gat.
El 2002 s'estrenà la seqüela Stuart Little 2, i el 2006 una altra seqüela, només animada, Stuart Little 3: Call of the Wild.

## Argument
En Frederik (Hugh Laurie) i l'Eleanor Little (Geena Davis) decideixen adoptar un fill. El seu fill George (Jonathan Lipnicki) té una estranya sorpresa quan descobreix que el seu nou germà és un petit ratolí parlador que es diu Stuart (Michael J. Fox). Tots estan molt contents amb l'arribada del nou membre de la família. Tots tret del gat de la família (Nathan Lane).